# Гай Кассий Лонгин (заговорщик)

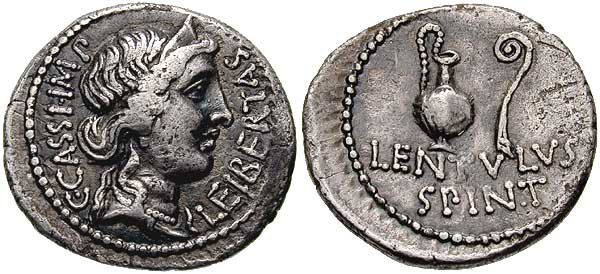
Денарий Гая Кассия Лонгина и Лентула Спинтера с изображением Богини свободы (Либертас), 42 г. до н. э. Военный монетный двор в Смирне.

Гай Ка́ссий Лонги́н (лат. Gaius Cassius Longinus; родился, по одной из версий, в 86 году до н. э. — погиб 3 октября 42 года до н. э., Филиппы, Македония, Римская республика) — римский государственный деятель из плебейского рода Кассиев, известный, в первую очередь, как один из главных убийц Гая Юлия Цезаря.

## Биография
Гай Кассий принадлежал к знатному плебейскому роду, представители которого избирались консулами с III века до н. э. Возможно, он был сыном консула 73 года того же имени. Известно, что он учился в одной школе с Фавстом Корнелием Суллой и как-то избил его за то, что тот «превозносил единовластие своего отца».
В историографии датой рождения Гая Кассия считается 86 год до н. э. Он был квестором в войске Красса во время его похода против парфян. До выступления и во время похода Кассий не раз давал Крассу полезные советы, но тот оставлял их без внимания, из-за чего потерпел полное поражение. Остатки войска были спасены Кассием и дали ему возможность не только защитить Сирию от нападения парфян, но даже одержать победу над ними близ Антигонии (51 год до н. э.). В 49 году до н. э. в звании народного трибуна он соединился с Помпеем и разбил флот Цезаря у Сицилии, но после Фарсальской битвы перешёл на сторону последнего и стал его легатом. Цезарь, несмотря на расположение к Кассию, не вполне доверял ему, чем мало-помалу и возбудил против себя его ненависть: в итоге Кассий составил против Цезаря заговор, приведший к убийству последнего.
Кассий и Брут вынуждены были покинуть Рим и лишились своих провинций, Сирии и Македонии, получив вместо них Крит и Киренаику, якобы для закупки хлеба для народа. Не считая себя в безопасности, они оставили Италию, сложили с себя преторство и отправились в свои прежние провинции. Кассий привлёк на свою сторону стоявшие в Сирии легионы и был утверждён сенатом в качестве правителя Сирии, после чего разбил при Лаодикее своего соперника Долабеллу. Когда Антоний, Лепид и Октавиан заключили триумвират, Кассий и Брут вместе двинулись на защиту Республики в Македонию со стотысячным войском. Заняв выгодную позицию при Филиппах, они дали бой триумвирам. Брут одержал верх над Октавианом, но Кассий, командовавший другим крылом, был оттеснён Антонием и, не зная о победе Брута, покончил с собой, что и повлекло за собою полное поражение республиканцев. Тело Кассия было погребено на острове Фасос.

## Образ Гая Кассия Лонгина в художественных произведениях
- Один из второстепенных героев  романа «Спартак» Рафаэлло Джованьоли (1874 год)
- Юлий Цезарь (1953, экранизация пьесы Шекспира) — Джон Гилгуд
- Клеопатра (1963) — Джон Хойт
- Клеопатра (1999) — Брюс Пэйн
- Юлий Цезарь (2002) — Тобиас Моретти
- Гай Кассий Лонгин был одним из персонажей сериала «Рим». Его сыграл британский актёр Гай Генри[англ.].
- В 9 кругу Ада «Божественной комедии» Данте одним из трёх предателей является Лонгин
- В мини-сериале Империя играет ведущую роль со стороны сенаторов-заговорщиков
- Гай Кассий Лонгин был одним из персонажей исторического романа Саймона Скэрроу «Орёл в песках».